# Hans Joachim Kohnert
Hans-Joachim Kohnert (* 28. Juni 1905 in Posen; † 26. Juni 1972 in Unterpfaffenhofen-Harthaus) war hochrangiger NS-Funktionär und Bauernvertreter. Nach 1945 wurde er Vertriebenenfunktionär und Lobbyist für deutsche Fleischwarenfabriken.

## Leben
Hans Joachim Kohnert war Sohn des Landwirts und Rittergutbesitzers Fritz Kohnert und seiner Frau Eda, geb. Schlubach. Der Ehe entstammten zwei Töchter und drei Söhne. Nach Ende des Ersten Weltkriegs lebte er in Polen. Nach dem Abitur in Bromberg und dem polnischen Militärdienst besuchte Kohnert die Technische Hochschule im Freistaat Danzig. Er beendete sein agrarwissenschaftliches Studium 1930 als Diplomlandwirt und wurde 1931 mit einer Dissertation über Die Betriebsverhältnisse der deutschen Bauernwirtschaften in der ehemaligen Provinz Westpreußen promoviert. 1930 wurde er Stabsfeldwebel der Reserve der polnischen Armee.
Ab 1935 übernahm Kohnert die Leitung der Organisation der deutschen Minderheit im polnischen Warthe-Gebiet, der „Deutschen Vereinigung“ von Erik von Witzleben. Der SS trat Kohnert am 13. November 1939 bei (SS-Nummer 356 871) und zwar mit dem Rang des SS-Oberführers. Am 26. November 1940 beantragte er die Aufnahme in die NSDAP und wurde zum 1. Januar 1941 aufgenommen (Mitgliedsnummer 7.848.301); zuvor (20. Oktober 1939) war ihm bereits das goldene Parteiabzeichen der NSDAP verliehen worden.
Im Jahr 1938 begann Kohnert mit dem Aufbau der SS im Warthegau. Die Organisation existierte unter der Bezeichnung „Selbstschutz“ und wurde beim Überfall auf Polen gegen die polnische Armee und Bevölkerung eingesetzt. Der von Kohnert kommandierte „Selbstschutz“ ist für die Ermordung Tausender Bürger von Bromberg (Bydgoszcz) verantwortlich. Ihr Führer erlangte so traurige Berühmtheit als „Henker von Bromberg“.
Nach dem Überfall auf Polen wurde Kohnert im April 1940 das beschlagnahmte Gut Osterholm (bei Amsee im Kreis Hohensalza), für seine „Verdienste“ übergeben, um Kohnerts Wunsch nach einer „bodenständigen Verwurzelung in seiner Heimat“ zu genügen. Dies stieß allerdings selbst beim Gauleiter Danzig Westpreußen, Albert Forster, auf Bedenken: „Ich finde es sehr eigenartig, dass in meinem Gau (…) beschlagnahmte polnische Güter verteilt werden.“ Daraufhin wurde ihm von SS-Führer Heinrich Himmler übermittelt, er möge Kohnert „ein Gut zur Verfügung stellen (…). Dies soll als Gegenleistung des Reiches für seine Verdienste um das Deutschtum vor der Besetzung Polens darstellen“. Im April 1940 war es dann soweit. Der Höhere SS- und Polizeiführer im Warthegau, Wilhelm Koppe, teilte mit, dass „das Gut Ostrowo nunmehr freigemacht“ sei. Kohnert „machte sich Himmlers Verfügung als RKF vom 10. August 1942 zunutze, wonach Kriegsversehrte landwirtschaftliche Betriebe in den eroberten Gebieten erhalten konnten. Offenbar erhielt Kohnert 1943 das fast 500 Hektar große Gut Osterholm im Kreis Hohensalza zum Eigentum, das er seit 1940 bewirtschaftet hatte. Nach Kriegsende ließ es sich Kohnert nicht nehmen, diesen Betrieb als Kriegsschaden für den Lastenausgleich anzumelden.“
Am 1. April 1941 wurde er, als Nachfolger von Karl Reinhardt, Landesbauernführer im Reichsgau Wartheland.  Die Wehrmacht ernannte ihn am 20. April 1941 zum Leutnant der Reserve. Während des Zweiten Weltkriegs war Kohnert SS-Oberführer und Leiter der Abteilung „Landwirtschaft und Ernährungswirtschaft“ im Warthegau.
Nach dem Zweiten Weltkrieg arbeitete Kohnert zunächst als Geschäftsführer des Niedersächsischen Landvolkes, danach als Hauptgeschäftsführer des Verbandes deutscher Fleischwarenfabriken in Bonn. Ab 1950 war Kohnert für zehn Jahre als Bundessprecher der Landsmannschaft Westpreußen wieder politisch aktiv.

## Ehrungen
Kohnert wurde das Goldene Parteiabzeichen der NSDAP verliehen. Am 30. Januar 1943 wurde ihm das Kriegsverdienstkreuz 1. Klasse ohne Schwerter verliehen, am 30. September 1944 wegen seiner Verdienste um die Steigerung der Agrarproduktion im Warthegau während der Kriegszeit das Ritterkreuz des Kriegsverdienstkreuzes.

## Schriften
- Die Betriebsverhältnisse der deutschen Bauernwirtschaften in der ehemaligen Provinz Westpreußen. Kafemann, Danzig 1932.